# Miletus euphranor
Miletus euphranor är en fjärilsart som beskrevs av Hans Fruhstorfer 1914. Miletus euphranor ingår i släktet Miletus och familjen juvelvingar. Inga underarter finns listade i Catalogue of Life.